# Muday
 (juillet 2021).
Le muday est une boisson alcoolisée fabriquée par la fermentation de grains de céréales comme le maïs ou le blé, ou de graines comme les pignons. Il s'agit d'une boisson traditionnelle du peuple Mapuche, indigène du centre et du sud du Chili et de l'Argentine, qui ressemble à la chicha de maïs d'autres régions d'Amérique du Sud.

## Histoire
Le muday fabriqué par les femmes était obtenu principalement au printemps et en été à partir des fruits mûrs de diverses plantes et du maïs, et était plus difficile à fournir en hiver. Il était généralement utilisé lors de cérémonies ou pour fêter des visiteurs. Cependant, il présentait plusieurs inconvénients : lors de sa préparation, il fallait attendre quatre jours pour que la fermentation commence à produire de l'alcool, et celui-ci ne durait que peu de temps, se transformant rapidement en vinaigre. Sa teneur en alcool était également très faible.

## Description
Le muday est une boisson d'un blanc jaunâtre à l'aspect trouble, qui contient encore les restes des grains utilisés pour sa fabrication. Il a une faible teneur en alcool et est donc parfois consommé comme une boisson rafraîchissante, bien que ses principaux usages soient sociaux et religieux. C'est l'une des offrandes faites lors du nguillatún et c'était aussi l'un des éléments inclus dans les sépultures.

## Préparation
La méthode traditionnelle de préparation consiste à broyer et à tamiser des grains de maïs séchés, puis à ajouter de l'eau pour les faire gonfler et à les broyer à nouveau. On ajoute de l'eau aux grains moulus et on les malaxe. Autrefois, les femmes qui le préparaient, en plus de les broyer, les mâchaient avant de les pétrir. Une fois pétris, ils sont bouillis dans une marmite et laissés au chaud, puis mis dans un récipient jusqu'à ce qu'ils fermentent.